# Zahia Ziouani
Zahia Ziouani (Parigi, 27 giugno 1978) è una direttrice d'orchestra francese.

## Biografia
Formatasi al Conservatorio Pantin di Senna-Saint-Denis, Ziouani ha studiato direzione d'orchestra con il M° Sergiu Celibidache.
Nel 2007 è stata nominata primo direttore onorario dell'Orchestra Nazionale d'Algeria nell'ambito dell'evento "Algeri, capitale della cultura araba". Nel luglio 2010 è stata nominata membro del comitato direttivo del Musée de l'Histoire de l'immigration. Nel 2022, la sua carriera è stata portata sullo schermo nel film Divertimento di Marie-Castille Mention-Schaar, con l'attrice Oulaya Amamra nel ruolo di Ziouani.